# Operacja Argo
Operacja Argo (ang. Argo) – amerykański thriller z 2012 roku w reżyserii Bena Afflecka. Wyprodukowany przez Warner Bros. Pictures. Światowa premiera filmu miała miejsce 31 sierpnia 2012 roku podczas Festiwalu Filmowego w Telluride. W Polsce premiera filmu odbyła się 30 listopada 2012 roku. Na DVD i Blu-ray w Polsce film ukazał się 22 marca 2013 roku, dystrybuowany przez Galapagos Films.
Film został nakręcony na podstawie książki oficera CIA Tony’ego Mendeza pt. The Master of Disguise, którego fabuła opisuje autentyczne wydarzenia uratowania sześciu amerykańskich dyplomatów z Teheranu podczas tzw. Iran hostage crisis w latach 1979–1981.
Zdjęcia kręcono w Los Angeles, Waszyngtonie, McLean w stanie Wirginia oraz w Stambule.

## Fabuła
Jest rok 1979, w Iranie trwa rewolucja. 4 listopada radykalni studenci szturmują amerykańską ambasadę w Teheranie i biorą 52 zakładników. Sześciorgu z nich udaje się uciec. Znajdują schronienie w domu kanadyjskiego ambasadora. Jednak ich życiu wciąż zagraża niebezpieczeństwo. Rządy USA i Kanady zwracają się do CIA o pomoc. Agencja zleca zadanie swojemu specjaliście od spraw ewakuacji ludzi z wrogich terytoriów. To Tony Mendez (Ben Affleck), który wkrótce wymyśla zuchwały plan ucieczki. Mendez po obejrzeniu z synem filmu „Bitwa o Planetę Małp” postanawia, że ekipa ratunkowa pojawi się w Iranie pod pretekstem kręcenia filmu science fiction. Tony i jego szef Jack O’Donnell (Bryan Cranston), kontaktują się z Johnem Chambersem (John Goodman), hollywoodzkim specjalistą od charakteryzacji, który już kiedyś przygotowywał przebrania dla CIA. Ten z kolei przedstawia ich producentowi Lesterowi Siegelowi (Alan Arkin). Wkrótce w mediach pojawiają się informacje o planach nakręcenia filmu „Argo”, w stylu „Gwiezdnych wojen”, a część zdjęć do niego ma powstać w orientalnych irańskich plenerach. Mendez jako producent jedzie do Iranu i nawiązuje kontakt z uciekinierami. Ekipa filmowa zaczyna pracę nad filmem, który nie istnieje – ale może uratować życie sześciu osobom.

## Prawda a fikcja
Film w kilku miejscach odbiega od rzeczywistych wydarzeń:
- pracownicy ambasady wkrótce po ucieczce rozdzielili się na dwie grupy: część pozostała w domu kanadyjskiego ambasadora, część przeniosła się do mieszkania innego Kanadyjczyka – urzędnika Johna Sheardowna. W filmie wszyscy mieszkają w posiadłości ambasadora,
- nie było spotkania z przedstawicielem irańskiego Ministerstwa Kultury na bazarze w Teheranie – Amerykanie nie opuszczali swoich kryjówek,
- również scena z pościgiem na płycie lotniska była nieprawdziwa, a według wspomnień Marka Lijeka, jednego z bohaterów opisanych w filmie wydarzeń, na lotnisku cała ekipa nie miała większych problemów z kontrolą: z powodu wczesnej godziny Strażników Rewolucji było niewielu, a obsługa nawet specjalnie nie sprawdzała paszportów. De facto cała historia z kręceniem fałszywego filmu nie została wykorzystana w Iranie, gdyż nie było takiej potrzeby[5].

## Obsada
- Ben Affleck jako Tony Mendez
- Bryan Cranston jako Jack O’Donnell
- Alan Arkin jako Lester Siegel
- John Goodman jako John Chambers
- Clea DuVall jako Cora Lijek
- Kyle Chandler jako Hamilton Jordan
- Victor Garber jako Kenneth D. Taylor
- Tate Donovan jako Bob Anders
- Željko Ivanek jako Robert Pender
- Michael Parks jako Jack Kirby
- Tom Lenk jako Rodd
- Christopher Stanley jako Tom Ahern
- Taylor Schilling jako Christine Mendez

## Nagrody
- Oscar dla Najlepszego filmu (2012)
- BAFTA dla Najlepszego filmu (2012)
- Złoty Glob dla Najlepszego filmu dramatycznego (2012)